# Gnidia coriacea
Gnidia coriacea är en tibastväxtart som beskrevs av Carl Daniel Friedrich Meisner. Gnidia coriacea ingår i släktet Gnidia och familjen tibastväxter. Inga underarter finns listade i Catalogue of Life.